# Condylostylus ornatipennis
Condylostylus ornatipennis är en tvåvingeart som först beskrevs av Meijere 1910.  Condylostylus ornatipennis ingår i släktet Condylostylus och familjen styltflugor. Inga underarter finns listade i Catalogue of Life.